# André-Hercule de Fleury
André-Hercule de Fleury (Lodève, 1653. június 22. – Issy-les-Moulineaux, 1743. január 29.) bíboros, XV. Lajos francia király miniszterelnöke.

## Élete
Gyorsan emelkedett az egyházi hierarchia lajtorjáján: 1698-ban, alig 45 éves korában püspökké választották. Később nevelőnek hívták meg Lajos herceg (a későbbi XV. Lajos király) mellé. 1726-ban bíborossá nevezték ki, egyben XV. Lajos megtette a minisztérium elnökévé. Az akkor már 73 éves aggastyán eleinte szerencsésen intézte Franciaország külügyi politikáját. A lengyel trónörökösödés után Lotaringiával növelte Franciaországot. Az osztrák örökösödési háború ugyanakkor meghaladta a már nagyon is kimerült ország erejét és a francia csapatok különösen a magyar felkelő hadaktól érzékeny veszteségeket szenvedtek. A háború befejezését Fleury már nem élte meg: 1743-ban majdnem 90 éves korában hunyt el. 
Belügyi politikája az abszolutizmus taposott kerékvágásában mozgott, ami a parlamentekkel és közvéleménnyel viszályba keverte. A szükséges reformok kivitelét elodázta; egyedül a jog terén történt (Daguesseau által) némi újítás.

## Egyéb irodalom
- Jobez, La France sous Louis XV., különösen a II. és III. kötet.
- Verlaque, Hist. du card. F. 1879.